# Gryphus capensis
Gryphus capensis är en armfotingsart som beskrevs av Jackson 1952. Gryphus capensis ingår i släktet Gryphus och familjen Terebratulidae. Inga underarter finns listade i Catalogue of Life.